# Teneriffas flagga
Teneriffas flagga består av ett vitt burgundiskt kors eller andreaskors på en blå bakgrund. Den blå färgen representerar havet och den vita representerar den snö som täcker Teide på vintern. Flaggan antogs av Teneriffa den 9 may 1989.
Denna flagga är mycket lik Skottlands flagga. Den enda skillnaden mellan dem är att Teneriffas flagga har en mörkare blå färg.